# Ulrike Schweikert
Ulrike Schweikert (ur. 28 listopada 1966 w Schwäbisch Hall) – niemiecka pisarka, autorka powieści historycznych oraz powieści fantasy. Publikuje również pod pseudonimem Rike Speemann.
Po sześciu latach pracy jako maklerka giełdowa studiowała geologię, a później również dziennikarstwo. Jednocześnie zajmowała się historią rodzinnego miasta, zdobytą wiedzę wykorzystała w pierwszej powieści Die Tochter des Salzsieders.
Obecnie autorka mieszka w pobliżu Pforzheim.
Za Das Jahr der Verschwörer otrzymała w 2004 Nagrodę imienia Hansjörga-Martina (niem. Hansjörg–Martin–Preis) przyznawaną przez "Grupę autorów niemieckojęzycznej literatury kryminalnej – Syndykat" (niem. Autorengruppe deutschsprachige Kriminalliteratur – Das Syndikat).

## Powieści historyczne
- Die Tochter des Salzsieders (2000)
- Die Hexe und die Heilige (2001)
- Die Herrin der Burg (2003)
- Das Jahr der Verschwörer (powieść historyczna dla młodzieży, 2003)
- Das Kreidekreuz (2004)
- Das Siegel des Templers (2006)
- Die Maske der Verräter (powieść historyczna dla młodzieży, 2007)
- Die Dirne und der Bischof (2009)

## Powieści fantasy
- Die Seele der Nacht (2003)
- Der Duft des Blutes (kryminał fantasy, pod pseud. Rike Speemann, 2003)
- Feuer der Rache (kryminał fantasy, pod pseud. Rike Speemann, 2005)

### Cykl Drachenkrone
- Die Drachenkrone (2005, ISBN 978-3-442-36302-5)
- Das Vermächtnis des Kupferdrachens (2006, ISBN 978-3-442-36303-2)
- Das Drachentor (2007, ISBN 978-3-442-36304-9)

### Cykl Die Erben der Nacht
- Nosferas (2008, ISBN 978-3-570-30478-5)
- Lycana (2008, ISBN 978-3-570-30479-2)
- Pyras (2009, ISBN 978-3-570-30480-8)
- Dracas (zapowiedź w Niemczech na 13 września 2010, ISBN 978-3-570-30656-7)